# Commentaire d’arrêt
Der commentaire d’arrêt (Urteilskommentar) ist eine Textgattung in der französischen Juristenausbildung; in seiner Bedeutung entspricht er in den travaux dirigés neben dem cas pratique und der dissertation (Falllösung) dem Gutachten in der deutschen Juristenausbildung. Der Aufbau eines commentaire d'arrêt ist stets gleich: Er besteht aus einer kurzen Einleitung (introduction) und zwei korrespondierenden Zweiergruppen (I. A. B., II. A. B.).

## Technik und Arbeitsschritte
Die Aufgabenstellung eines commentaire d’arrêt besteht darin, ein vorgegebenes Urteil – regelmäßig der französischen Obergerichte – in Aufsatzform zu besprechen. Hierfür wird ein Vorgehen in drei Schritten empfohlen: 1. Stoffsammlung, 2. Gliederung und 3. Abfassung und Ausformulierung. Im Rahmen der Stoffsammlung sind zunächst die Basisdaten des Urteils ausfindig zu machen: Erkennendes Gericht, Entscheidung, gesetzliche Grundlage des Urteils. Anschließend sind Lebenssachverhalt, bisherige Prozessgeschichte sowie Parteivortrag und gestellte Anträge festzuhalten. Nunmehr kann das der Entscheidung zugrundeliegende abstrakte juristische Problem und die Ansicht des Gerichts hierzu herausgearbeitet und im nächsten Schritt bewertet und eingeordnet werden. Neben einer ersten juristischen Einordnung zeichnen sich gute Arbeiten durch eine Einordnung des Urteils in einen wirtschaftlichen, sozialen und historischen Kontext aus. Abschließend ist die persönliche Bewertung der Entscheidung in rechtsdogmatischer und rechtspolitischer Sicht vorzubereiten.
Der Aufbau des commentaire d’arrêt ist streng einzuhalten und stets gleich: Einer kurzen Einleitung (introduction) folgen zwei Teile I. und II. (parties), die in zwei Untergliederungen, die sous-parties A. und B. zerfallen. Die Wahl der Überschriften ist grundsätzlich frei. Gute Arbeiten zeichnen sich dadurch aus, dass die Überschriften jeweils sich ergänzende oder antithetische Aspekte des Urteils gegenüberstellen und werten. Weniger auf den Einzelfall zugeschnittene Gliederungen können etwa „I. Das Urteil, II. Kritik des Urteils“ lauten.
Die endgültige Reinschrift erfolgt nach Maßgabe der erstellten Gliederung. Dabei müssen nicht alle in der Stoffsammlung ermittelten Daten tatsächlich Eingang finden. Jedem Abschnitt soll in einem chapeau der folgende Inhalt zusammengefasst werden.